# Palaeomolis nebulosa
Palaeomolis nebulosa är en fjärilsart som beskrevs av Gottfried Christian Reich 1932. Palaeomolis nebulosa ingår i släktet Palaeomolis och familjen björnspinnare. Inga underarter finns listade i Catalogue of Life.